# الخديوي توفيق
الخديوي توفيق (15 نوفمبر 1852 - 7 يناير 1892) واسمه محمد توفيق باشا، سادس حكام مصر من الأسرة العلوية. وهو خديوي مصر والسودان خلال الأعوام 1879-1892م.

## عنه
هو محمد توفيق بن إسماعيل بن إبراهيم باشا بن محمد علي باشا، وهو الابن الأكبر للخديوي إسماعيل من مستولدته شفق نور هانم التي لم تكن ضمن زوجاته الأربع، وربما يكون ذلك سبب عدم إرساله مع باقي أبنائه للدراسة في أوروبا، كما يفسر ذلك العلاقة السيئة بينه وبين أبيه والتي تجلت بعد عزل إسماعيل في نأيه عنه وإقصاء كل رجاله.

## عهده
شهد عهده الثورة العرابية، ثم الاحتلال البريطاني الذي حظي بتأييده. وفي عام 1884 سقطت الخرطوم في يد الثورة المهدية وقتل الحاكم الإنجليزي للسودان تشارلز جورج غوردون. وأصدر 1 مايو 1883 القانون النظامي، والذي بمقتضاه شكل مجلس شورى القوانين.

## حياته السياسية وفترة حكمه

### رئاسته الوزارة الأولى
شكّل وزارته الأولى في عهد والده (10 مارس 1879 - 7 إبريل 1879)، وكانت تضم وزيرين أوروبيين، ولم تدم طويلاً، فقد احتدم الخلاف بينها وبين مجلس شورى النواب، واستهدفت لحركة معارضة انتهت بسقوطها وتأليف وزارة محمد شريف الأولى.

#### حكومته
| الوزير          | الوزارة                        |
| --------------- | ------------------------------ |
| أفلاطون باشا    | نظارة الجهادية والبحرية        |
| ذو الفقار باشا  | نظارة الخارجية                 |
| مصطفى رياض باشا | نظارة الحقانية، نظارة الداخلية |

### توليه الحكم
استلم الحكم في 26 يونيو 1879، بعد أن أجبر الإنجليز والفرنسيون أباه الخديوي إسماعيل على ترك منصبه، وذلك عندما حاول استدراك ما فاته، وبعد أن أغرق البلاد في ديون أجنبية ضخمة مهٌدت السبيل للأوروبيين للتدخل في شئون البلاد، حاول إسماعيل التصدي للنفوذ الأجنبي، فأجبروه على ترك منصبه لأكبر أبنائه توفيق.
بعد تولّيه الحكم، استقالت نظارة شريف الأولى (7 أبريل 1879 - 5 يوليو 1879)، ولكن الخديوي طلب منه تأليف نظارة جديدة، فألٌفها في (5 يوليو 1879)، ولكنه اشترط على الخديوي أن تحكم وزارته بمقتضى دستور جديد، وحينما قدّم شريف ملامح الدستور الجديد مشتملاً على وجود مجلسًا للنواب، يكون له الرقابة على إدارة الدولة، رفض الخديوي توفيق ذلك، مما أدٌى إلى استقالة شريف باشا.

### رئاسته الوزارة الثانية
رأس وزارته الثانية أثناء فترة حكمه (18 أغسطس 1879 - 21 سبتمبر 1879)، ولم تستمر طويلاً بسبب التدخل الأوروبي.

#### حكومته
| الوزير                   | الوزارة                  |
| ------------------------ | ------------------------ |
| ذو الفقار باشا           | نظارة الحقانية           |
| عثمان رفقي               | نظارة الجهادية والبحرية  |
| علي إبراهيم باشا         | نظارة المعارف العمومية   |
| علي حيدر باشا            | نظارة المالية            |
| محمد مرعشلي باشا         | نظارة الأشغال العمومية   |
| محمود سامي البارودي باشا | نظارة ديوان عموم الأوقاف |
| مصطفى فهمي باشا          | نظارة الخارجية           |
| منصور باشا               | نظارة الداخلية           |

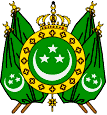

بيع في عهده حصة مصر في أرباح قناة السويس (15%)، وكانت مرهونة لبعض الماليين الفرنسيين منذ عهد إسماعيل، وبذلك فقدت مصر ما تبقٌى لها من الفائدة المادية للقناة.
حاول الخديوي توفيق استرضاء الأوروبيين، فنفى المصلح السياسي جمال الدين الأفغاني، وفرض العديد من القيود المالية التي طالب بها دائنو مصر، وذلك بموجب قانون التصفية الصادر عام 1880، الذي خصص أكثر من نصف إيرادات مصر لصالح الدين العام، وبذلك تمكّن الأجانب من السيطرة على الاقتصاد المصري.
تذمر الضباط المصريون في عهده من اضطهاد عثمان رفقي وزير الجهادية (الحربية) الجركسي، وإجحافه بحقوقهم وتفضيل الجراكسة والأتراك عنهم، مما دفعهم إلى تقديم عريضة لمصطفى رياض -رئيس النظار- في فبراير 1881، للمطالبة بعزله. وبالرغم من تدبير مؤامرة للقبض على مقدمي العريضة واحتجازهم، إلا أن زملائهم تمكنوا من إطلاق سراحهم، وذهب الجميع إلى قصر عابدين وطلبوا من الخديوي عزل وزير الحربية، واضطر الخديوي إلى عزله، وتعيين محمود سامي البارودي وزيرًا للحربية.

### الثورة العرابية

أحمد عرابي يسلم الخديوي توفيق مطالب الشعب في ميدان عابدين.

قام أحمد عرابي بثورة في 9 سبتمبر 1881، وكان من مطالبه: عزل رياض باشا، وتشكيل مجلس النواب، وزيادة عدد الجيش إلى 18 ألف جندي، فبادر الخديوي بعزل الوزارة، وكلّف شريف باشا بتشكيل وزارة جديدة، فكوّن وزارة وطنية في 14 سبتمبر 1881، فبدأ الاستعداد لإجراء انتخابات النواب، وشرع شريف في وضع دستور للبلاد، يتضمن توسيع اختصاصات المجلس، وجعل الوزارة مسئولة أمامه، وغير ذلك من المزايا، عدا حق المجلس في مناقشة الميزانية حتى لا يؤدي ذلك لاحتجاج إنجلترا وفرنسا ويفتح الباب للتدخل الأجنبي.
اعترض أعضاء المجلس على عدم إعطائهم حق مناقشة الميزانية، وطالبوا بهذا الحق، بينما اعترض المراقبان الأجنبيان إعطاء المجلس هذا الحق، لأنه يعني مسئوليتهما أمام مجلس النواب، وأسرعت إنجلترا وفرنسا بتعضيد موقف المراقبين، وأرسلتا للخديوي مذكرة مشتركة تبلغاه فيها رغبتهما في مساعدته للتغلب على المصاعب الداخلية والخارجية.
قدّم شريف باشا استقالته نتيجة للخلاف مع مجلس النواب، فعهد الخديوي توفيق لمحمود سامي البارودي بتأليف الوزارة، وعيّن أحمد عرابي وزيرًا للحربية، ووضع البارودي برنامجًا للإصلاح، وأعلن عن عزمه على التصديق على الدستور الذي أقره الوطنيون.
أرسلت إنجلترا وفرنسا أسطولهما للإسكندرية، وقدمتا مذكرة جديدة (25 مايو 1882) تطالب فيها بإقالة وزارة البارودي، وإبعاد أحمد عرابي عن مصر، وعبد العال حلمي وعلي فهمي للأرياف.
استقال البارودي احتجاجًا على قبول الخديوي للمذكرة المشتركة الثانية، ورفض الضباط الثلاثة تنفيذ الأوامر بالخروج من القاهرة، وإزاء ذلك اضطر الخديوي إلى إبقاء عرابي في مركزه أمام تهديد حامية الإسكندرية، وطالب رؤساء الأديان بإبقاء عرابي وزملاؤه.

### قصف الإسكندرية
تطورت الحوادث بحدوث مذبحة الإسكندرية (11 يونيو 1882)، ذهب ضحيتها عدد من المصريين والأجانب، وتألفت وزارة جديدة برئاسة راغب باشا، وظلّ عرابي وزيرًا للحربية، ولكن الوزارة الجديدة فشلت في إعادة الهدوء للبلاد.
تذرعت إنجلترا بإصلاح العرابيين لطوابي الإسكندرية، وقامت بضرب الإسكندرية في 11 يوليو 1882. وأقام عرابي التحصينات في دمنهور وكفر الدوار لصد الإنجليز، وعزم على ردم قناة السويس لمنع دخول الإنجليز عن طريقها، ولكن ديليسبس وعده بمنع الأسطول الإنجليزي من المرور في قناة السويس، اعتمادًا على حيادها، ولكنه لم يفِ بوعده، فنقل عرابي تحصيانته إلى التل الكبير لوقف زحف الإنجليز الذين نزلوا في الإسماعيلية.
ساءت أحوال العرابيين بسبب ضعف الجيش، وحلَّ الإنهاك به عقب وصوله للتل الكبير، فضلاً عن إعلان السلطان العثماني عصيان عرابي، كما أن الخديوي توفيق أعلن عزله، ودعا إلى عدم مقاومة الإنجليز، بالإضافة إلى ذلك خيانة بعض الضباط. وعلى ذلك دخل الإنجليز القاهرة بدون مقاومة في 14 سبتمبر 1882، واضطر عرابي إلى التسليم.
تمخٌض عن الثورة العرابية في عهده إلى الاحتلال البريطاني لمصر عام 1882، كما فشل الجيش المصري في عهده في كبح الثورة المهدية في السودان عام 1881 وضياع السودان من مصر (1884 - 1885).

## النظارات التي شكلت في عهد الخديوي محمد توفيق

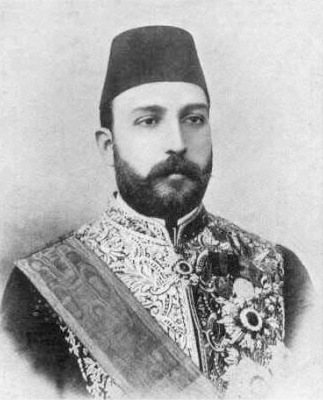

شهد تشكيل 10 نظارات من 26 يونيو 1879 إلى 8 يناير 1892 وهي:
- نظارة محمد شريف باشا الثانية (5 يوليو 1879 – 18 أغسطس 1879)
- نظارة الخديوي توفيق الثانية (18 أغسطس – 21 سبتمبر 1879)
- نظارة مصطفى رياض باشا الأولى (21 سبتمبر 1879 – 10 سبتمبر 1881)
- نظارة محمد شريف باشا الثالثة (14 سبتمبر 1881 – 4 فبراير 1882)
- نظارة محمود سامي البارودي باشا (4 فبراير 1882 – 26 مايو 1882)
- نظارة إسماعيل راغب باشا (18 يونيه 1882 – 21 أغسطس 1882)
- نظارة محمد شريف باشا الرابعة (21 أغسطس 1882 – 7 يناير 1884)
- نظارة نوبار باشا الثانية (10 يناير 1884 – 9 يونيه 1888)
- نظارة مصطفى رياض باشا الثانية (9 يونيه 1888 – 12 مايو 1891)
- نظارة مصطفى فهمي باشا الأولى (14 مايو 1891 – 17 يناير 1892)

## زياراته
قام في عام 1881 بزيارة لمدينة بورسعيد المدخل الشمالي لقناة السويس وتفقد أحوال المدينة ولما رأى مسجد القرية لمس مدى ما يعانية المصلون من المشاق في وصولهم إليه والصلاة به، ومن ثم فقد أصدر أمراً إلى ديوان الأوقاف بإنشاء مسجد آخر وإنشاء مدرسة ملحقة به لتربية الأطفال، وقد احتفل في السابع من ديسمبر عام 1882 بإقامة أساس هذا المسجد والذي عُرف باسم – المسجد التوفيقي -

## من أهم أعماله

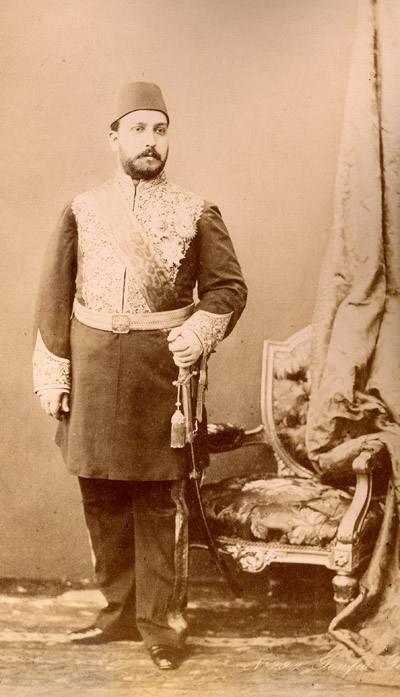
الخديوي توفيق

- يرجع إليه الفضل في تنظيم مخصصات الأسرة الخديوية، فألغى مخصصات والدته وحرمه، واكتفى بمبلغ مائة ألف جنيه لمخصصاته السنوية.
- أول من تنازل من أفراد الأسرة المالكة عن أطيانه، لدفع الدين المطلوب من الحكومة.
- كان مهتمًا بنشر التعليم منذ أن كان وليًا للعهد، فأنشأ مدرسة القبة على نفقته الخاصة. وعندما تولى الحكم أصدر مرسومًا في 27 مايو 1880 بتأليف لجنة للبحث في تنظيم التعليم وشئونه، واقترحت اللجنة تأسيس مدرسة عليا للمعلمين لتخريج أساتذة، كما اقترحت زيادة عدد المدارس، فأنشأت كثير من معاهد التعليم الابتدائية والثانوية والعالية. وقد افتتحت المدرسة العليا للمعلمين في عهده، وأنشئت مدرسة مسائية للتعليم. وأنشأت الحكومة المجلس الأعلى للمعارف في 28 مارس 1881.
- أنشئ في عهده مجلس شورى القوانين والجمعية العمومية، ومجالس المديريات عام 1883.
- أصدر لائحة الموظفين المدنيين التي تضمن لهم حقوقهم في المعاش، وأردفها بلائحتي المعاشات الملكية والعسكرية.
- ألغى السخرة، وأمر بإصلاح المساجد والأوقاف الخيرية.
- استدان بمبلغ مليون جنيه لإصلاح القناطر الخيرية. وبدأ بحفر الرياح التوفيقي في أوائل عام 1887، وانتهى العمل فيه عام 1888. ووضع أساس قنطرة فم الرياح 1887، وانتهى العمل فيها عام 1890. وعدل فم الرياح المنوفي لزيادة فتحاته، كذلك فم رياح البحيرة أضيف إلى مبانيها فتحتان. وصدرت لائحة تنظيم أعمال الري وتوسيع نطاقها.
- أنشئ في فترة توليه الحكم العديد من الشركات والبنوك الأجنبية، فمن البنوك بنك الأنجلو اجبسيان، وأنشأ بنك الخصم والقطع الإيطالي (1887). ومن الشركات الشركة المساهمة الأمريكية التي تكونت عام 1881 لتوصيل التليفون بين القاهرة والإسكندرية، وقد تحولت هذه الشركة إلى شركة التليفون الشرقية عام 1882 واتسع نشاطها بعد ذلك. ومن الشركات التي توطدت أعمالها في مصر شركة ترام القاهرة، وشركة النور، وشركة ترام الإسكندرية، وسكة حديد الدلتا، وشركة البواخر النيلية. ومن شركات الأرض التي تكونت: شركة الأراضي والرهونات بمصر 1880، والبنك العقاري المصري 1880، وشركة أبو قير 1887 لردم أراضي بحيرة أبو قير وإعدادها للزراعة، وغير ذلك من الشركات.

## وفاته
توفي في قصر حلوان بالقاهرة في 7 يناير 1892.

## زوجاته وأبنائه

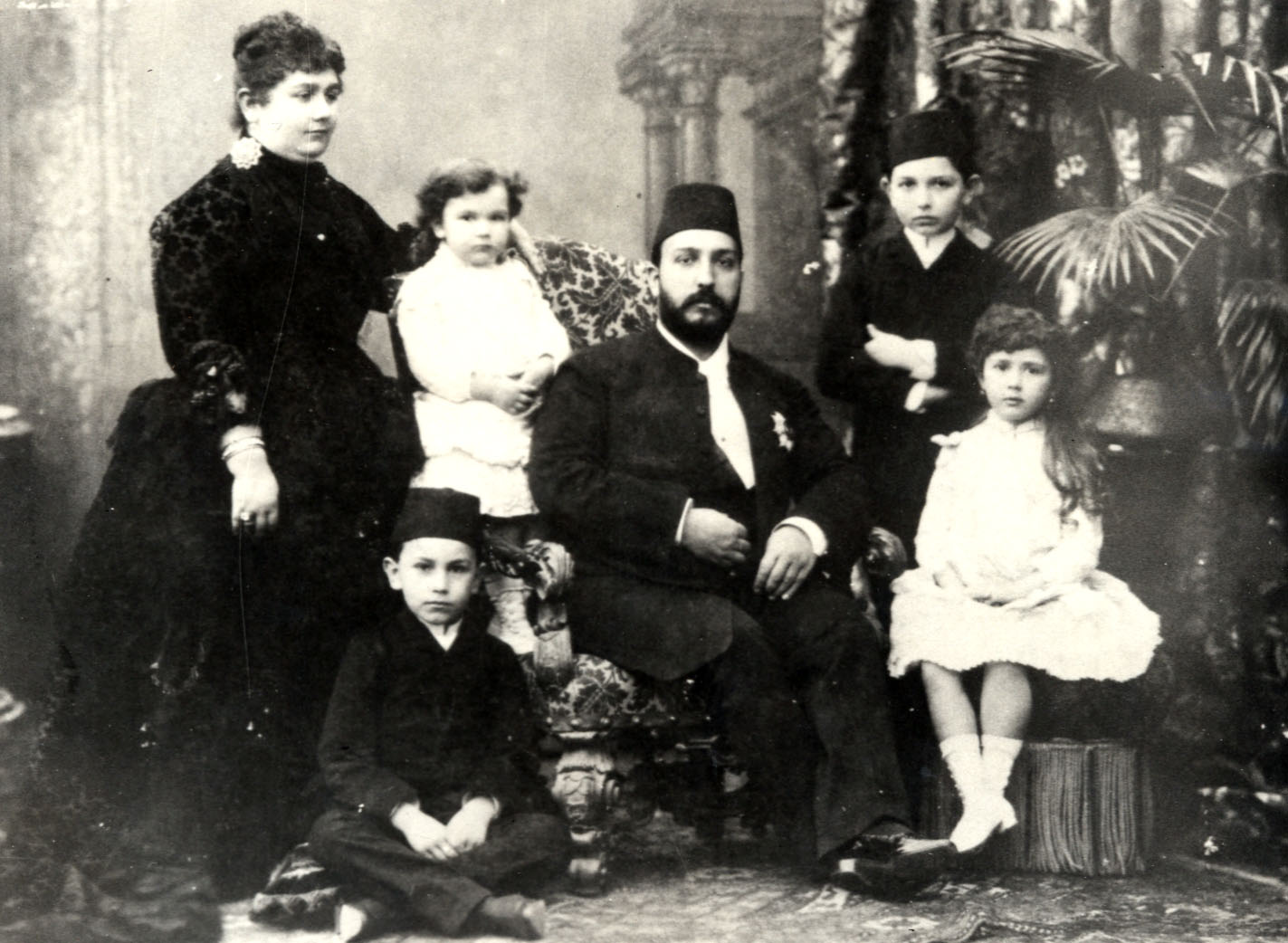
الخديوي توفيق يتوسط أسرته الصغيرة، ويظهر على يمينه الأميرة نعمت ثم قرينته الأميرة أمينة إلهامي وجلس أمامهما الخديوي عباس حلمي، وعلى اليسار الأمير محمد علي ثم الأميرة خديجة

تزوج من قريبته لأميرة أمينة هانم إلهامي ابنة إبراهيم إلهامي باشا ابن عباس حلمي الأول بن أحمد طوسون باشا بن محمد علي باشا وذلك عام 1873، وأنجب منها:
- الخديوي عباس حلمي الثاني.
- الأمير محمد علي.
- الأميرة نازلي هانم.
- الأميرة خديجة هانم.
- الأميرة نعمة الله.

## معرض صور

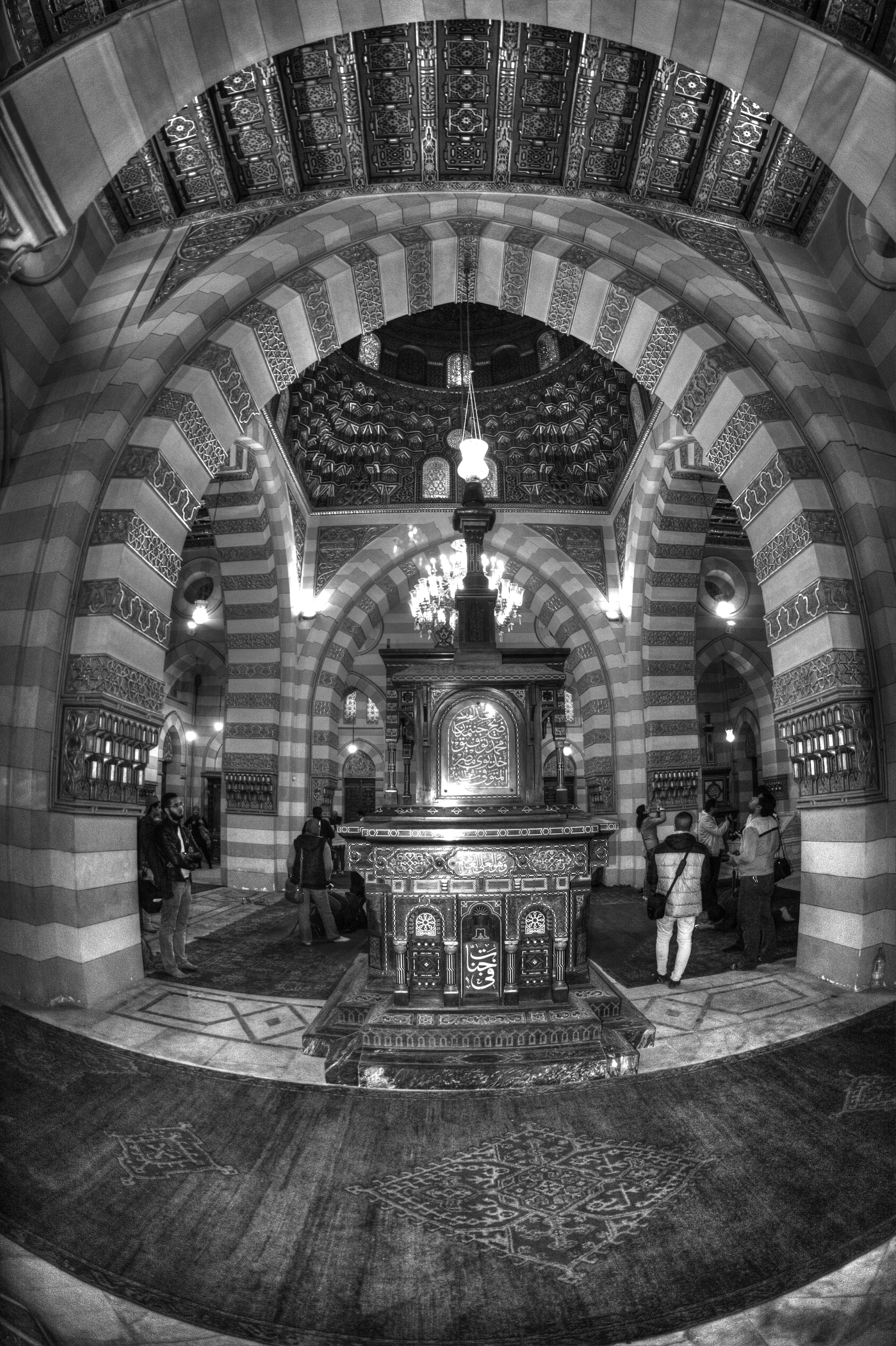
ضريح الخديوي توفيق
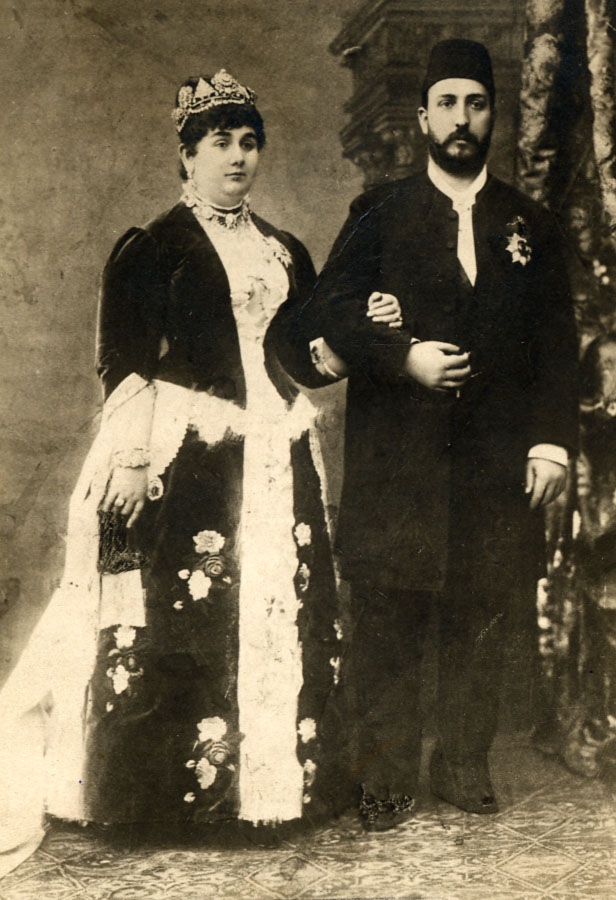
الخديوي توفيق وقرينته أمينة إلهامي

## الخديوي توفيق في السينما والتلفزيون
- عام 1992: مسلسل بوابة الحلواني، وقام بدور الخديوي توفيق الفنان ياسر جلال في الجزء الثاني والثالث والفنان أحمد شاكر عبد اللطيف في الجزء الرابع.
- عام 2004: مسلسل مصر الجديدة، وقام بدور الخديوي توفيق الفنان سمير حسني.
- عام 2004: مسلسل الإمام محمد عبده، وقام بدور الخديوي توفيق الفنان بسام رجب.
- عام 2014: مسلسل سرايا عابدين، وقام بدور الخديوي توفيق صغيرا الفنان أحمد خالد عنان وجسد شخصيته يافعا الفنان محمد الشرنوبي.